# Hugh McDevitt
Hugh O'Neill McDevitt (Cincinnati, 26 de agosto de 1930) é um imunologista estadunidense, professor da Universidade Stanford.

## Vida
McDevitt obteve um bacharelado em biologia em 1952 na Universidade Stanford, e um M.D. em 1955 na Harvard Medical School em Boston, Massachusetts. Trabalhou como médico assistente entre 1955 e 1957 no Peter Bent Brigham Hospital em Boston e no Bellevue Hospital em Nova Iorque, antes de servir até 1959 para o Exército dos Estados Unidos em Camp Zama, Japão. No pós-doutorado trabalhou na seção de bacterologia e imunologia da Harvard Medical School, antes de trabalhar novamente em 1961/1962 em clínica médica no Peter Bent Brigham Hospital em Boston. Em 1962 assou um período de pesquisador no Medical Research Council em Mill Hill, Londres. Em 1964 foi docente da Harvard University Medical School em Boston, antes de ser professor da Universidade Stanford (1966 professor assistente, 1969 professor associado, 1972 full professor), inicialmente de imunologia, a partir de 1978 também de microbiologia.

## Trabalho
McDevitt é conhecido por pesquisar as relações entre a resposta imune e o complexo principal de histocompatibilidade (MHC). A base patogenética da artrite reumatoide foi o foco de seu trabalho científico durante décadas.
Em trabalho recentes também lida com a patogênese do diabetes mellitus tipo 1.

## Condecorações e associações (seleção)
- 1977 membro da Academia Nacional de Ciências dos Estados Unidos
- 1981 Prêmio Passano[2]
- 1983 membro do Institute of Medicine
- 1984 membro da Academia de Artes e Ciências dos Estados Unidos
- 1987 Prêmio Paul Ehrlich e Ludwig Darmstaedter[3]
- 1994 membro estrangeiro da Royal Society
- 1998 Medalha Jessie Stevenson Kovalenko da Academia Nacional de Ciências dos Estados Unidos[4]